# مارچیسون (تگزاس)
مارچیسون، تگزاس (به انگلیسی: Murchison, Texas) یک شهر در ایالات متحده آمریکا با جمعیت ۵۹۲ نفر است که در تگزاس واقع شده‌است.

## موقعیت جغرافیایی
موقعیت جغرافیایی شهرها و مناطق اطراف به شرح زیر است: